# Carlos Álvarez Romero-Giordiano
Carlos Álvarez Romero (Ciudad de México, 1972) es un violinista mexicano.

## Síntesis biográfica
Se graduó con honores del Conservatorio Rimski-Kórsakov, de San Petersburgo (Rusia) en 1995. Sus profesores fueron Vladimir Ovchárek (Emérito Artista Nacional de Rusia, Conservatorio de San Petersburgo), el profesor Viacheslav Zelenin (Conservatorio de Bielorrusia). Estudió antes con Ifra Neeman (Inglaterra) y en su infancia con Rasma Lielmane.
En 1998, Carlos Álvarez Romero obtuvo el grado de Doctor of Musical Arts con diploma de excelencia en el Conservatorio de San Petersburgo (Rusia).
De marzo de 1999 a 2005 fue profesor de violín en la Escuela Nacional de Música de la Universidad Nacional Autónoma de México. De 2003 a 2005 fue profesor de violín en el Conservatorio Nacional de Música de México.
Ha dado conciertos como solista en la Sala Filarmónica de San Petersburgo, en el museo Rimski-Kórsakov (de San Petersburgo), en la sala Glazunov, en la Capella Glinka de San Petersburgo, así como en el Conservatorio Chaikovski de Moscú.
En 2000 y 2001, Álvarez Romero fue invitado por la Organización Internacional de Laureados del Concurso Chaikovsky de Moscú, para representar a México en el Festival Iberoamericano de Música en Rusia.
En 2002 fue invitado por el Ministerio de Cultura de Perú a interpretar por primera vez en la historia de ese país el Concierto para violín n.º 1 (de Dmitri Shostakóvich), acompañado por la Orquesta Sinfónica Nacional de Perú.
Ha dado conciertos en Estados Unidos, Sudamérica, Suecia, Finlandia, Lituania, Bielorrusia y México. En México fue ganador del Concurso Nacional de Violín y 3 veces del Premio Hermilo Novelo. Sus estudiantes mexicanos han sido ganadores del Concurso Nacional de Violín "Hermilo Novelo" en 2000 y 2003.
El Doctor Carlos Álvarez Romero ha sido acompañado por la Orquesta de la Capella de San Petersburgo, la Orquesta Sinfónica Estatal de San Petersburgo, la orquesta del Conservatorio de Bielorrusia, la Orquesta de la Universidad de Guanajuato, la Orquesta Sinfónica del Instituto Politécnico Nacional, la Orquesta de Cámara de Bellas Artes, la Orquesta Sinfónica de Oaxaca, la Orquesta de Baja California, la Orquesta Šv. Kristoforas de Vilnius, Lituania entre otras.
Ha tocado junto con los directores de orquesta Mijaíl Kantorov, Yuri Falik, Andrei Petrenko, Dmitri Khokhlov, David Haendel, Dante Valdez, Aleksandras Šimelis.
En octubre de 2006 participó y fue uno de los organizadores del Festival en Lituania “Días de la Cultura Mexicana en Lituania”(Meksikos kultūros dienos Lietuvoje), fue la primera vez que obras clásicas de Silvestre Revueltas, J. Moncayo, Carlos Chávez y M. Ponce se interpretaran en Lituania, así como la obra Solis Ortus del compositor contemporáneo Miguel Mario Uribe, que fue estreno mundial. Álvarez Romero-Giordiano interpretó el Concierto para violín de Ponce, acompañado por la orquesta Šv. Kristoforas de Vilnius (Lituania) con la batuta del maestro Aleksandras Šimelis.
En noviembre de 2006 fue invitado por el Ministerio de Cultura de Perú para representar a México y Lituania en una serie de 21 conciertos en tres semanas; viajó a aquel país junto con el pianista lituano Justas Dvarionas y tres talentosos niños lituanos. Ahí interpretaron música clásica, mexicana y lituana.
En octubre de 2007, Carlos Álvarez Romero fue invitado a participar en el Festival Jornadas Alfonsinas en la Ciudad de México, dentro del cual tocó un concierto de música europea, mexicana y lituana.
En 2008 y 2009 Carlos Álvarez Romero-Giordiano ha actuado activamente en Suecia durante los eventos de la entrega del Premio Internacional de Fotografía “Hasselblad” y en conciertos en Estocolmo y en Gotemburgo, así como para la televisión lituana.
Desde 2010 y hasta 2015 ha estrenado obras propias para violín solo en Lituania y Suecia incursionándose en la esfera de la composición para violín.
Actualmente Álvarez Romero Giordiano vive en Vilnius (Lituania), en donde se dedica a dar clases particulares de violín.
- Datos: Q8338625